# Dorotea de Saxònia-Lauenburg
Dorotea de Saxònia-Lauenburg - Dorothea von Sachsen-Lauenburg-Ratzeburg (alemany)- (Lauenburg d'Elba, 9 de juliol de 1511 - Sønderborg, 7 d'octubre de 1571) era una noble alemanya de la Casa d'Ascània que fou reina consort de Dinamarca pel seu matrimoni amb Cristià III.
Fou casada, en contra de la seva voluntat, amb el duc Lauenburg d'Elba, quan tenia només catorze anys. El casament es va fer sense el consentiment de la família reial danesa. La jove parella va viure els primers anys a Haderslev i Tørning. El 1529, ja com a prínceps hereus, van ser enviats a Noruega per a exercir com a virreis.
En 1534 el seu marit va ser proclamat rei amb el suport de la burgesia, fet que va desencadenar una guerra civil. Durant els anys que durà el conflicte bèl·lic, Dorotea va romandre al Ducat de Holstein, però finalment va haver de refugiar-se amb la seva família a Alemanya. Al final del conflicte, fou coronada com a reina a Copenhaguen el 1537.
Interessada en la política, va mirar d'exercir-hi la seva influència i va participar directament en el nomenament i destitució de funcionaris de la Cort. Amb tot, no se li va permetre tenir formalment un lloc reservat al Consell. No va parlar mai la llengua danesa i va educar els seus fills a Alemanya en una fèrria disciplina.
En morir Cristià III, el 1559, Dorotea va rebre com a vídua el palau de Sønderborg, tot i que va passar la major part de la seva vida al palau de Koldinghus a Kolding. Allà, va establir una relació sentimental amb el seu cunyat, el duc Joan II de Schleswig-Holstein-Haderslev (1521-1580), onze anys més jove que ella, amb qui va planejar casar-se; amb tot, aquesta possibilitat fou rebutjada per l'església i per una part de la seva família. Aquest fet, a més, va propiciar un empitjorament de les relacions que tenia ella amb el seu fill Frederic, ja rei de Dinamarca.

## Família
Filla del duc Magnus I (1470-1543) i de Caterina de Brunsvic-Lüneburg (1488-1563).
El 9 d'octubre de 1525 es va casar al palau de Lauenburg d'Elba amb el rei Cristià III de Dinamarca (1503-1559), fill de Frederic I (1471-1533) i d'Anna de Brandeburg (1487-1514). El matrimoni va tenir cinc fills:
- Anna (1532-1585). Consort del príncep elector August de Saxònia (1526-1586).
- Frederic (1534-1588). Rei de Dinamarca i de Noruega, casat amb Sofia de Mecklenburg-Güstrow (1557-1631),.
- Magnus (1540-1583). Rei de Livònia.
- Joan (1545-1622). Duc de Schleswig-Holstein-Sønderborg-Plön, casat primer amb Elisabet de Brunsvic-Grubenhagen (1550-1586) i després amb Agnès Eduvigis d'Anhalt (1573-1616).
- Dorotea (1546-1617). Consort del duc Guillem de Brunsvic-Lüneburg (1535-1592).